# والي فوس
والي فوس (بالإنجليزية: Wally Voss)‏ هو موسيقي أمريكي، ولد في 25 يوليو 1958، وتوفي في 29 نوفمبر 1992 بسبب لمفوما.

## وصلات خارجية
- والي فوس على موقع ميوزك برينز (الإنجليزية)